# Sublime Porte

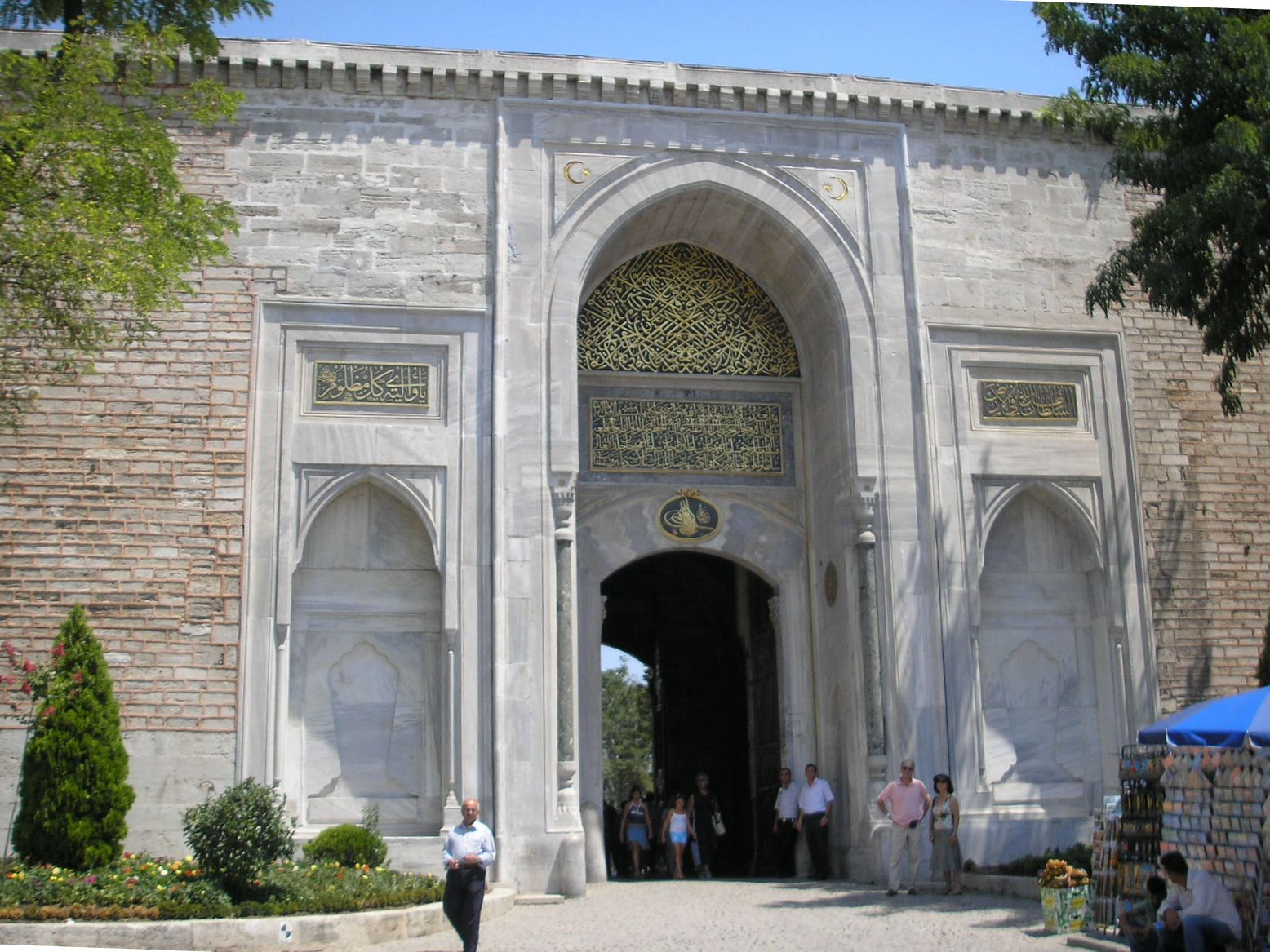
La « Porte élevée » du palais de Topkapı, actuellement connue comme la « Porte impériale » (Bâb-ı Hümâyûn), fut désignée sous le nom de « Sublime Porte » jusqu'au XVIIIe siècle.

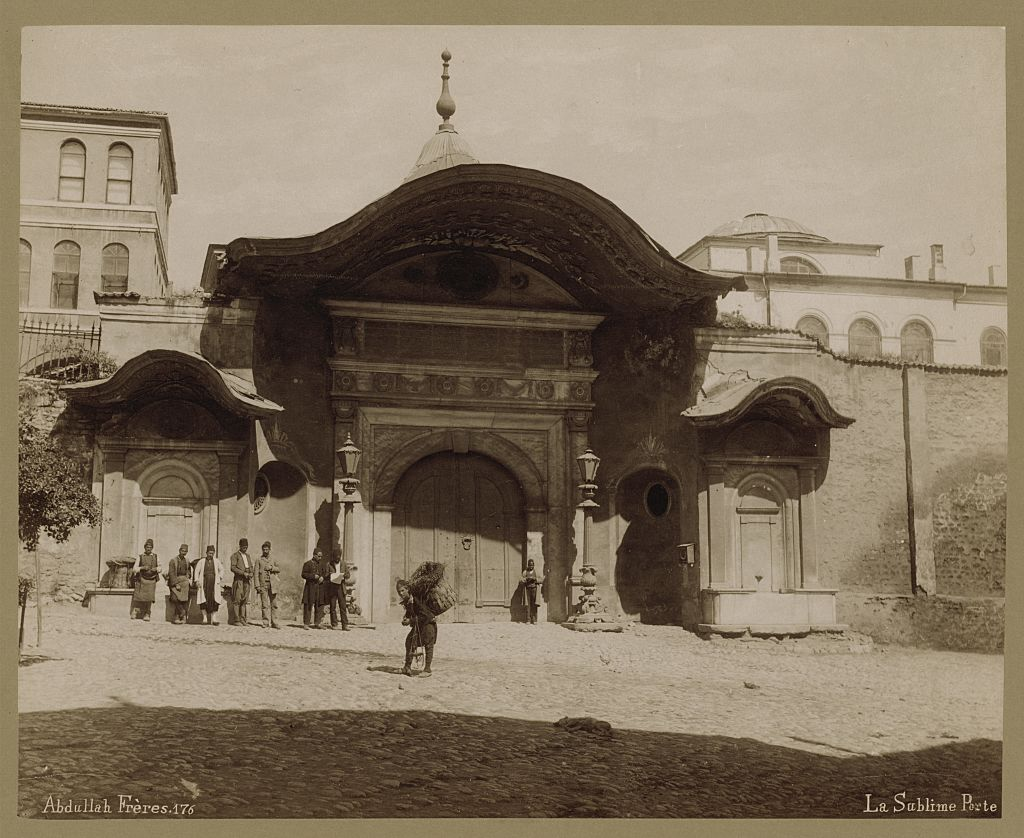
La seconde « Sublime Porte », construite au XVIIIe siècle, photographiée vers 1880.

La Sublime Porte est le nom français de la porte d'honneur monumentale du palais de Topkapi à Constantinople, siège du gouvernement du sultan de l'Empire ottoman. Ce nom peut désigner, par métonymie, l'Empire ottoman lui-même.

## Histoire
Cette porte, construite en 1478 à Topkapı, donnait accès au palais du grand vizir.
À l'origine, une ancienne coutume byzantine, adoptée par les sultans ottomans à partir du règne d'Orhan, voulait que les décisions officielles et jugements impériaux soient annoncés aux portes du palais. Le palais du sultan à Bursa, ou sa porte principale, furent ainsi connues comme باب عالی Bāb-ı āli en turc ottoman (de l’arabe باب bāb « porte », et عالي ʿālī « haut »), soit « la Porte élevée » ou « la Porte noble ».
Après la prise de Constantinople, la porte aujourd'hui désignée sous le nom de « Porte impériale » (Bâb-ı Hümâyûn), conduisant dans la cour intérieure du palais de Topkapı, devint à son tour « la Porte élevée »
Au XVIIIe siècle, un nouvel édifice est bâti à l'ouest du palais, dans un style italianisant. Ce bâtiment étant destiné à devenir le siège du Grand vizir et des principaux ministres du gouvernement ottoman, son portique monumental fut d'abord désigné sous le nom de « Porte du Pacha » (paşa kapusu), avant de peu à peu se substituer à la Porte impériale et de devenir à son tour « la Sublime Porte » (Bāb-ı āli).

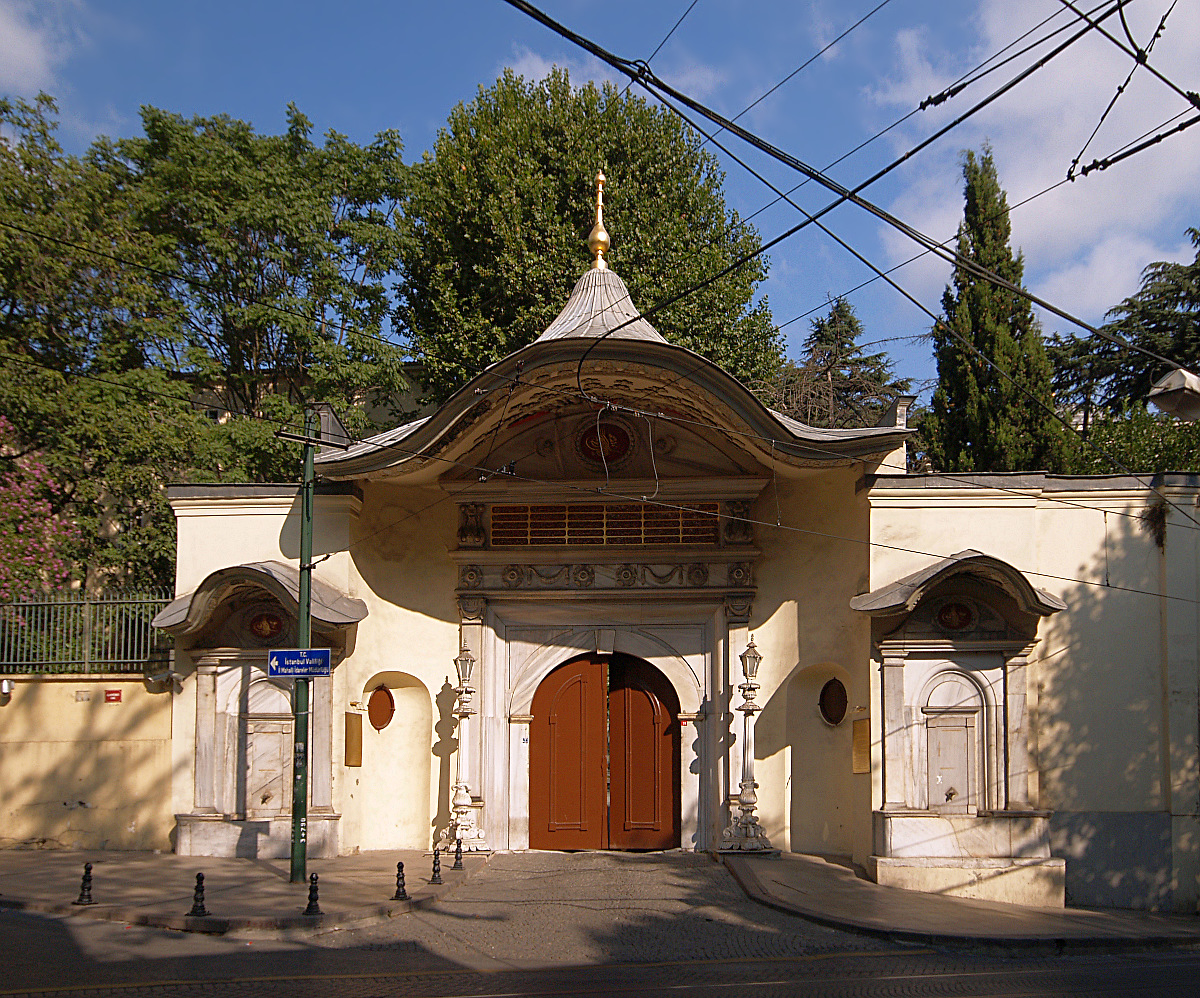
La seconde « Sublime Porte », de nos jours.

Ce bâtiment, situé à proximité de la mosquée Nallı Masjid, fut lourdement endommagé par un incendie en 1911. Il abrite aujourd'hui le siège de la préfecture du département d'Istanbul.
En 1843, le sultan Abdülmecid I, fit construire une seconde « Porte élevée » en style rococo. De nos jours, les deux fontaines encadrant le portail ont été conservées mais ne sont plus alimentées en eau, et les chandeliers monumentaux ont été électrifiés.

## Langage diplomatique
En 1536, le roi de France François Ier envoie à Constantinople une ambassade, qui passe sous « la Porte élevée » (actuelle Porte impériale) pour accéder au palais du sultan Soliman. Ce nom, par le truchement des drogmans, deviendra en français « la Sublime Porte ».
Le français devenant au fil des siècles suivants la langue diplomatique en Europe, le terme de « Sublime Porte » est peu à peu repris dans sa forme originale par toutes les chancelleries occidentales.
Il sera souvent utilisé en langage diplomatique et dans les traités pour désigner le gouvernement ottoman, mais aussi, par métonymie, la ville de Constantinople, gardienne des détroits, et l'Empire ottoman lui-même en tant qu'État.
Depuis que la ville a officiellement pris le nom d'Istanbul dans les autres langues, et après 1936 et le transfert du siège du gouvernement turc à Ankara, la désignation de « Sublime Porte » est tombée en désuétude.

## Articles liés
- François Pétis de La Croix
- Édouard Thouvenel